# Дезуло
Дезуло (італ. Desulo, сард. Dèsulu) — муніципалітет в Італії, у регіоні Сардинія,  провінція Нуоро.
Дезуло розташоване на відстані близько 350 км на південний захід від Рима, 90 км на північ від Кальярі, 37 км на південь від Нуоро.
Населення — 2419 осіб (2014).
Щорічний фестиваль відбувається 17 січня. Покровителі — святий Антоній Великий.

## Демографія
Населення за роками:

Станом на 1 січня 2023 року в муніципалітеті офіційно проживало 9 іноземців з 3 країн, серед них 8 громадян країн Євросоюзу та 1 громадянин України.

## Сусідні муніципалітети
- Аритцо
- Арцана
- Бельві
- Фонні
- Оводда
- Тіана
- Тонара
- Віллагранде-Стризаїлі